# Peter Hámor
Peter Hámor (ur. 18 września 1964 w Popradzie) – słowacki alpinista i himalaista.

## Dokonania wspinaczkowe
W 1986 roku zdobył Szczyt Korżeniewskiej w Pamirze, 2 lata później podjął próbę zdobycia Chan Tengri w paśmie Tienszan. Po aksamitnej rewolucji zaczął wspinać się w Alpach, w 1993 roku przeszedł północną ścianę Matterhornu, w 1994 roku Filar Walkera na północnej ścianie Grandes Jorasses, w 1995 roku zaś północną ścianę Eigeru – wszystkich tych przejść dokonał z Pavlem Jackovičem, wyczyn ten określany jest jako Tryptyk Alpejski. W 1996 roku podjął próbę wejścia na Lhotse, dotarł do wysokości 7350 m n.p.m. W 1998 roku uczestniczył w wyprawie na Mount Everest od strony Tybetu. Na wierzchołek wszedł razem z Vladimírem Zboją, korzystając z dodatkowego tlenu, niedługo potem na wierzchołek dostał się Vladimír Plulík, który tlenu nie używał.
W kolejnych latach działalności wspinaczkowej podjął się zdobycia Korony Ziemi i jako pierwszy Słowak zdobył sześć z najwyższych wierzchołków wszystkich kontynentów. W 2000 roku wszedł na Piramidę Carstensza na Nowej Gwinei (Australia i Oceania), w 2001 roku dwukrotnie wszedł na Denali (McKinley), w tym samym roku zdobył Kilimandżaro, w 2002 roku wszedł na Aconcaguę i Elbrus, w 2003 roku zdobył najwyższy wierzchołek Masywu Vinsona i ponownie Aconcaguę. W 2004 roku podjął wyprawę na Annapurnę, gdzie dotarł do wysokości 7300 m n.p.m., jeszcze tego samego roku zdobył po raz trzeci McKinley. W 2006 roku w ramach wyprawy „Tryptyk Himalajski” zdobył Czo Oju, Annapurnę i Broad Peak. W 2007 roku wraz z Dodo Kopoldem i Piotrem Morawskim weszli na Nanga Parbat. Tego samego roku podjęli próbę wejścia na K2, jednak ostatecznie wierzchołek pozostał przez nich niezdobyty. W 2008 roku aklimatyzował się na Ama Dablam, a potem wraz z Morawskim i Pustelnikiem podjęli próbę wejścia na Annapurnę – wierzchołka nie osiągnęli z powodu złych warunków pogodowych. W Karakorum wraz z Morawskim zdobył Gaszerbrum I i Gaszerbrum II.
W 2003 roku ukończył zdobywanie wszystkich szczytów Korony Ziemi. W 2004 roku napisał książkę słow. Koruna Zeme. Tramtária Seven Summits. W 2017 roku ukończył zdobywanie wszystkich szczytów Korony Himalajów i Karakorum.
Zdobyte szczyty ośmiotysięczników
| L.p. | Szczyt (wysokość)      | Rok                                     |
| ---- | ---------------------- | --------------------------------------- |
| 1.   | Mount Everest (8848 m) | 1998                                    |
| 2.   | K2 (8611 m)            | 2012                                    |
| 3.   | Kanczendzonga (8586 m) | 2012                                    |
| 4.   | Lhotse (8516 m)        | 2013                                    |
| 5.   | Makalu (8481 m)        | 2011                                    |
| 6.   | Czo Oju (8201 m)       | 2006                                    |
| 7.   | Dhaulagiri (8167 m)    | 2017                                    |
| 8.   | Manaslu (8156 m)       | 2016                                    |
| 9.   | Nanga Parbat (8126 m   | 2007                                    |
| 10.  | Annapurna (8091 m)     | 2006 (pierwsze wejście słowackie), 2010 |
| 11.  | Gaszerbrum I (8068 m)  | 2008                                    |
| 12.  | Broad Peak (8051 m)    | 2006 (pierwsze wejście słowackie)       |
| 13.  | Gaszerbrum II (8035 m) | 2008                                    |
| 14.  | Sziszapangma (8027 m)  | 2014                                    |

Zdobyte szczyty Korony Ziemi
| L.p. | Szczyt (wysokość)      | Data                                                 |
| ---- | ---------------------- | ---------------------------------------------------- |
| 1.   | Mount Everest (8848 m) | 19 maja 1998                                         |
| 2.   | Puncak Jaya (4884 m)   | 10 listopada 2000                                    |
| 3.   | Denali (6190 m)        | 17 czerwca 2001, 20 czerwca 2001                     |
| 4.   | Kilimandżaro (5895 m)  | 20 grudnia 2001                                      |
| 5.   | Aconcagua (6961 m)     | 18 stycznia 2002, 23 stycznia 2002, 25 stycznia 2003 |
| 6.   | Elbrus (5642 m)        | 6 lipca 2002                                         |
| 7.   | Masyw Vinsona (4892 m) | 3 stycznia 2003                                      |

## Nagrody
- W 2017 roku otrzymał Krištáľové krídlo[7]